# Falsilandrumius bogorovi
Falsilandrumius bogorovi is een eenoogkreeftjessoort uit de familie van de Scolecitrichidae. De wetenschappelijke naam van de soort is voor het eerst geldig gepubliceerd in 1955 door Brodsky.